# Abraham Snack
Abraham Snack, född 1756, var en svensk tapetmålare. 
Han var son till tapetmålaren Erik Snack och Maria Meijer. Snack var anställd som målare hos mästaren John Marshall i Stockholm. Snack var en bohemisk natur och förlöpte sin arbetsgivare vid ett flertal tillfällen när han lockades av bättre anbud från andra håll. Marshall lät placera honom på arbetshuset och i rätten ville han inte avstå från Snacks arbete eftersom han var särdeles skicklig i sin profession. Snack lyckades bli fri från Marshall 1785 och slöt sig då till tapetfabrikanterna Daniel Herveger och CW von Backman men inte heller där kunde han hålla den dagliga rutinen utan dömdes 1787 för arbetsförsummelse.